# Oenpelli
Oenpelli – miejscowość wspólnoty aborygeńskiej, na obszarze Terytorium Północnego w Australii, w odległości 60 km na północny wschód od Jabiru, w parku narodowym Kakadu.